# Planetă oceanică

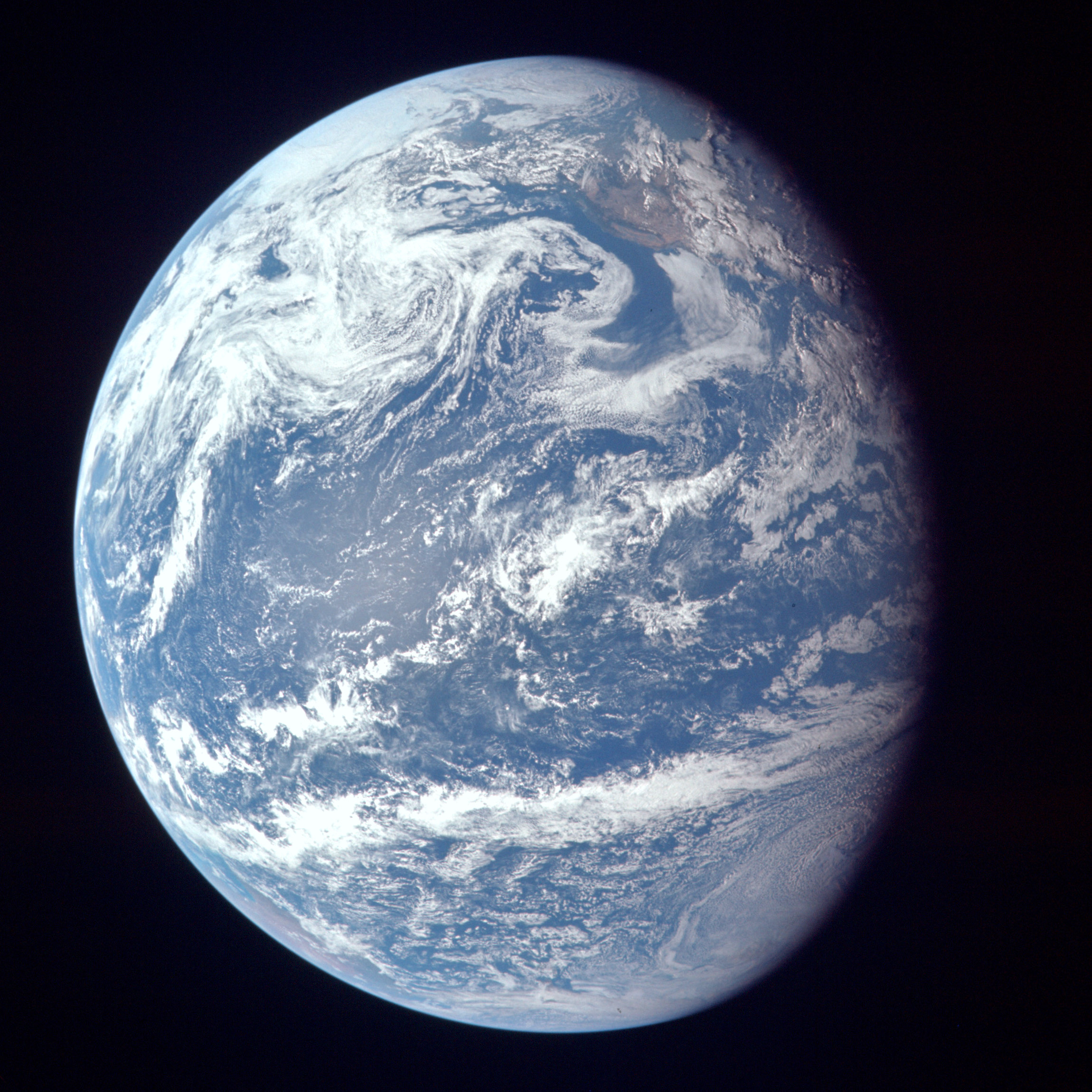
Pământul văzut în partea Oceanului Pacific

O lume oceanică, o planetă oceanică, o lume maritimă, o lume acvatică sau o acvaplanetă, este un tip de planetă care conține o cantitate substanțială de apă sub formă de oceane, fie sub suprafață, sub formă de oceane subterane, fie la suprafață. Termenul lume oceanică este, de asemenea, folosit uneori pentru corpuri astronomice cu un ocean compus dintr-un fluid diferit, cum ar fi lava (cazul lui Io), amoniac (într-un amestec eutectic cu apă, așa cum este probabil cazul oceanului interior al lui Titan) sau hidrocarburi ca pe suprafața lui Titan.
Pământul este singurul obiect astronomic despre care se știe că are corpuri de apă lichidă la suprafața sa, deși au fost găsite mai multe exoplanete cu condițiile potrivite pentru a susține apă lichidă. Pentru exoplanete, tehnologia actuală nu poate observa direct apa lichidă de suprafață, astfel încât pentru a deduce prezența apei se folosesc vaporii de apă atmosferici. Caracteristicile lumilor oceanice oferă indicii despre istoria lor și despre formarea și evoluția Sistemului Solar în ansamblu. Un interes suplimentar este potențialul lor de a crea și găzdui viața.
În iunie 2020, oamenii de știință de la NASA au raportat că este probabil ca exoplanete cu oceane să fie comune în galaxia Calea Lactee, pe baza unor studii de modelare matematică.
Oceanografia planetară este știința oceanelor extraterestre.

## Prezentare generală

### Corpurile planetare ale Sistemului Solar

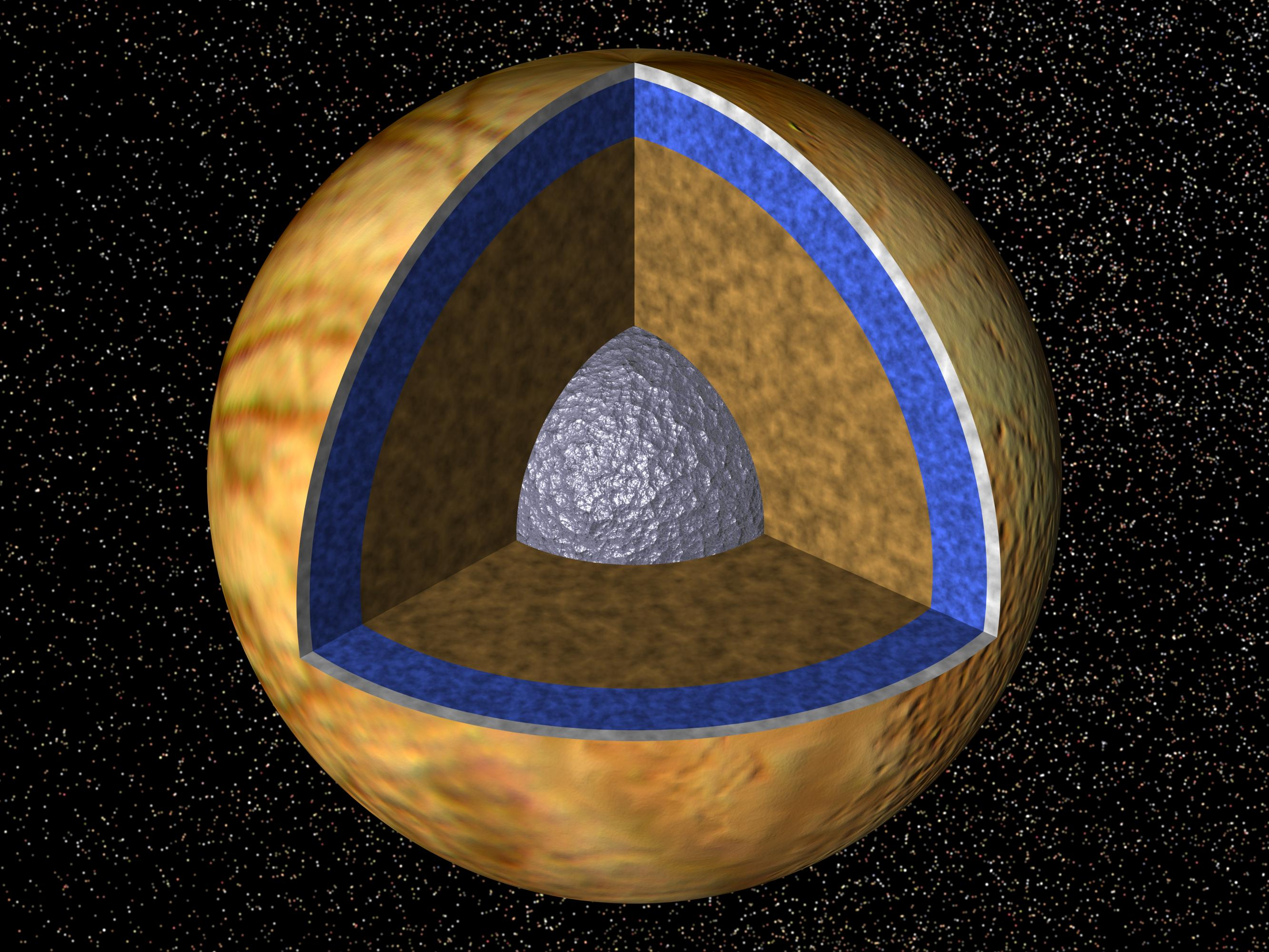
Diagrama interiorului Europei

Lumile oceanice prezintă un interes extrem pentru astrobiologi pentru potențialul lor de a dezvolta viața și de a susține activitatea biologică pe perioade de timp geologice. Sateliții mari și planetele pitice din Sistemul Solar despre care se crede că adăpostesc oceane subterane prezintă un interes substanțial deoarece pot fi atinse și studiate de sondele spațiale, spre deosebire de exoplanete. Corpurile din Sistemul Solar despre care se crede că adăpostesc lumi de apă, altele decât Pământul, sunt: Callisto, Enceladus, Europa, Ganymede și Titan. Europa și Enceladus sunt considerate printre cele mai convingătoare ținte pentru explorare datorită crustelor lor exterioare relativ subțiri și a observațiilor criovulcanismului.
O serie de alte corpuri din Sistemul Solar sunt considerate candidați la găzduirea de oceane subterane pe baza unui singur tip de observație sau prin modelare teoretică, printre care se numără:  Ariel, Ceres, Dione, Eris, Mimas, Miranda, Oberon, Pluto, și Triton.

### Exoplanete

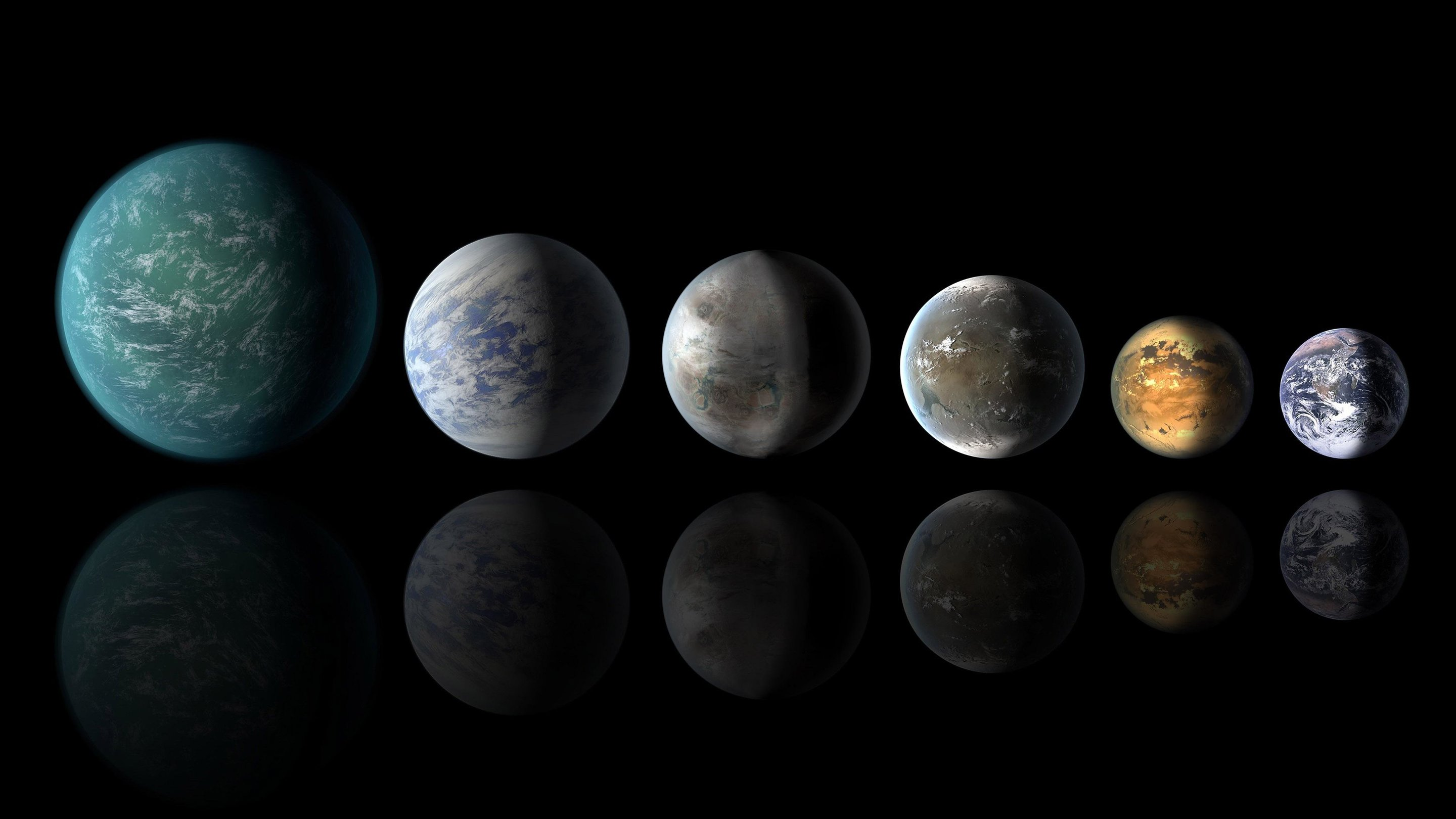
Un set de exoplanete de diferite dimensiuni care conțin apă, în comparație cu Pământul (concept artist; 17 august 2018))

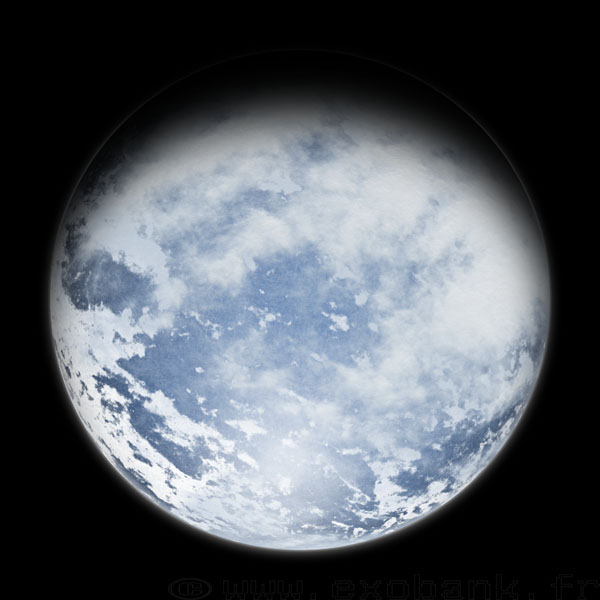
Ilustrație artistică a unei planete oceanice

În afara Sistemului Solar,  GJ 1214 b, Kepler-22b, Kepler-62f, Kepler-62e și planetele lui TRAPPIST-1 sunt unii dintre candidații cunoscuți pentru a fi planete oceanică extrasolare.
Deși 70,8% din întreaga suprafață a Pământului este acoperită cu apă, apa reprezintă doar 0,05% din masa Pământului. Un ocean extraterestru ar putea fi atât de adânc și de dens încât chiar și la temperaturi ridicate presiunea ar transforma apa în gheață. Presiunile imense din regiunile inferioare ale unor astfel de oceane ar putea duce la formarea unei mantale de forme exotice de gheață, cum ar fi gheața V.

## Legături externe
- F. Selsis; B. Chazelas; P. Borde; M. Ollivier;  et al. (2007). „Could we identify hot Ocean-Planets with CoRoT, Kepler and Doppler velocimetry?”. Icarus. 191 (2): 453–468. arXiv:astro-ph/0701608 . Bibcode:2007Icar..191..453S. doi:10.1016/j.icarus.2007.04.010.